# Fanny von Bernstorff
Fanny Gräfin von Bernstorff (* 1. September 1840 in Oldenburg in Holstein; † 30. Oktober 1930 in Preetz) war eine deutsche Zeichnerin und Kinderbuchautorin.

## Leben
In den 1860er-Jahren besuchte Fanny von Bernstorff die Kunstakademie in Dresden. Nach dem Tod ihrer Mutter Marie Gräfin von Holstein (1811–1870) trat sie als Schulfräulein in das Kloster Preetz ein, das nach der Reformation in ein adliges Damenstift umgewandelt worden war. Ein Jahr später wurde sie Konventualin. Seit 1874 beteiligte sie sich an Ausstellungen in der Kieler Kunsthalle („Kind mit dem Schmetterling“, „Kind mit dem Stiglitz“, „Mädchen am Fenster“).
Sie hielt sich auf den Gütern Bothkamp und Wittmoldt auf, wo sie viele Gemälde und Zeichnungen anfertigte. Der Bekanntschaft mit dem Maler Chridtian Carl Magnussen verdankt sie die Anregung zu dem Gemälde „Gottesdienst in der St. Johanniskirche in Nieblum auf Föhr“ (Museum Künstler Westküste, Alkersum/Föhr Inv. 2BEF 01).
Um die Jahrhundertwende zum 20. Jahrhundert hat sie eine Reihe Kinderbücher geschrieben, die sie selbst illustriert hat. Ihre Bücher erschienen überwiegend im Selbstverlag.

## Schriften
- Alfred und Nanny bei den Zwergen. Eine lustige Geschichte aus dem Reiche der Heinzelmännchen, 1895
- Franz und Minchens Abenteuer, 1899
- Lidia, das Kunstreiterkind, 1905
- Miki, das Mondkind. Ein Märchen, 1910, DNB 1189457822
- Was Großmütterlein erzählt, ca. 1910